# Орехов Лог
Орехов Лог — село в Краснозёрском районе Новосибирской области. 
Административный центр Орехово-Логовского сельсовета.

## География
Площадь села — 339 гектаров.

## История
Село было основано в 1891 году. В 1928 году состояло из 585 хозяйств, основное население — украинцы. Центр Орехов-Логовского сельсовета Карасукского района Славгородского округа Сибирского края.

## Население
| 2002 | 2007  | 2010 |
| ---- | ----- | ---- |
| 1115 | ↗1140 | ↘932 |

## Инфраструктура
В селе по данным на 2007 год функционируют 1 учреждение здравоохранения и 2 учреждения образования.